# Epidesma hoffmannsi
Epidesma hoffmannsi là một loài bướm đêm thuộc phân họ Arctiinae, họ Erebidae.